# Neocrepidodera brevicollis
Neocrepidodera brevicollis là một loài bọ cánh cứng trong họ Chrysomelidae. Loài này được J. Daniel miêu tả khoa học năm 1904.